# Leo Tindemans
Leo Tindemans (Zwijndrecht, n. 16 de abril de 1922 — Edegem, m. 26 de dezembro de 2014) foi um político da Bélgica. Ocupou o lugar de primeiro-ministro da Bélgica (ou Ministro-Presidente) de 25 de Abril de 1974 a 20 de Outubro de 1978.